# Бюльбюль андаманський
Бюльбю́ль андаманський (Brachypodius fuscoflavescens) — вид горобцеподібних птахів родини бюльбюлевих (Pycnonotidae). Ендемік Індії. Раніше вважався підвидом чорноголового бюльбюля.

## Поширення і екологія
Андаманські бюльбюлі є ендеміками Андаманських островів. Вони живуть у вологих рівнинних тропічних лісах і на узліссях.

## Збереження
МСОП класифікує цей вид як такий, що не потребує особливих заходів зі збереження. За оцінками дослідників, популяція андаманських бюльбюлів становить від 2500 до 10000 птахів.